# جيريمي جونز (متزلج على الثلوج)
جيريمي جونز (بالإنجليزية: Jeremy Jones)‏ هو متزلج على الثلوج أمريكي، ولد في 2 يناير 1976 في سان كارلوس في الولايات المتحدة.